# Третяковска галерия
Третяковската галерия е художествен музей в Москва, основан през 1856 г. от руския търговец Павел Третяков. Днес тя съхранява някои от най-големите и значими колекции на руското изобразително изкуство. Галерията разполага с над 130 000 произведения на живописта, графиката и скулптурата.

## История
Галерията е създадена от руския търговец и меценат Павел Третяков (1832 – 1898) със съдействието на брат му Сергей Третяков (1834 – 1892). От 1856 г. Павел Третяков започва да събира художествена колекция, която през 1892 г. дарява на Москва. Галерията започва да се нарича „Московска градска галерия на Павел и Сергей Третякови“. Тогава колекцията наброява 1276 картини, 471 рисунки и 10 скулптури на руски творци, а също и 84 картини на чужди майстори.
На 3 юни 1918 г. Третяковската галерия е обявена за държавна с декрет на Ленин и получава названието Държавна Третяковска галерия. За директор на музея е назначен Игор Емануилович Грабар. С неговото активно участие през същата година е създаден и Държавен музеен фонд, който чак до 1927 г. остава сред най-важните източници за попълване на колекцията на галерията.
През 1928 г. е извършен сериозен ремонт на отоплението и вентилацията, а по-късно е прекарано електричество. През 1932 г. са построени 3 нови зали.
От първите дни на Великата Отечествена война, така както и в другите музеи в Москва, в галерията започва демонтаж на експозицията, за да има готовност за евакуация. В средата на 1941 г. ешелон от 17 вагона тръгва от Москва към Новосибирск. Едва на 17 май 1945 г. Третяковската галерия отново е открита в Москва.
В периода 1986 – 1995 г. във връзка в проведената основна реконструкция Третяковската галерия е закрита за посетители.
Част от Третяковската галерия е и Музеят-храм на свети Николай в Толмачи, който представлява уникално съчетание на музейна експозиция и действащ храм.